# Kamato Hongo
Kamato Hongo (japonês: 本郷 かまと, Hongō Kamato, 16 de setembro de 1887 ou 1893 – 31 de outubro de 2003) foi uma centenária e possivelmente uma supercentenária japonesa. Ela foi considerada a pessoa viva mais velha do mundo de 18 de março de 2002 até sua morte. O Guinness World Records retirou sua aceitação e verificação da reivindicação de idade em 2012.

## Biografia
Kamato Kimura nasceu na pequena ilha de Tokunoshima, por volta de 1893. Hongo deu à luz sete filhos (três filhas e quatro filhos) entre 1909 e 1933. Mais tarde, ela se mudou para Kagoshima em Kyūshū, onde morava com a filha. Ela foi considerada a pessoa mais velha do Japão após a morte de Denzo Ishisaki em 1999. Hongo alcançou uma medida de celebridade e foi o foco de algumas mercadorias (toalheiros, chaveiros, cartões de telefone, etc.) vendidos, destacando sua longevidade. Ela apareceu na televisão japonesa várias vezes.
Ela comemorou seu aniversário de 116 anos em Kagoshima, Kyūshū no mês anterior à sua morte por pneumonia.

## Reivindicação de longevidade
O pesquisador belga Michel Poulain examinou os registros de koseki de Kamato Hongo e determinou que, uma vez que ela tinha uma irmã mais velha nascida em 1887, um irmão mais velho nascido em 1890 e que, como não havia nenhuma menção a uma adoção, Hongo era provavelmente cerca de 110 anos ou mais quando morreu, em vez de 116 anos. Isso significa que Hongo provavelmente nunca foi a pessoa viva mais velha do mundo e nem a pessoa viva mais velha do Japão. Ela pode ou não ter sido supercentenária no momento de sua morte.